# 福岡幸吉
福岡 幸吉（ふくおか こうきち、1878年（明治11年）9月2日 - 没年不詳）は、日本の政治家。室蘭市長。小樽市長。

## 経歴
鹿児島県出身。東京府城北尋常中学校（現・城北中学校・高等学校）卒。1906年北海道庁属釧路支庁に勤務する。1909年上川支庁上川郡比布村（現・比布町）長に就任。その後、増毛、留萌、室蘭の各支庁に勤務する。1917年留萌町（現・留萌市）長に就任。翌1918年室蘭市助役となる。1929年室蘭市長中村俊清の辞職により、室蘭市長に就任。しかし、市長就任後、消火栓購入に絡む汚職事件や市立病院医師の退隠料支給問題、さらに市役所職員の税金横領事件の不祥事が発覚し、福岡は市長としてその責任を問われ、「一身上の事由」で市長を辞職した。市長辞職後は室蘭市会議員となり、議長を務めた。
1935年に室蘭市長に復帰。かねてからの懸案であった市営飛行場の建設、上水道の整備などを実現させる。しかし、1937年3月、市会の予算委員会で室蘭高等女学校への寄付金の支出を巡って委員会は紛糾した。市会を経ずに独断で寄付を行った福岡の責任が問われ、市会は本会議で寄付金の削除を可決した後、福岡に対する市長辞職勧告決議案が上程され、5票差で可決された。可決後、福岡は寄付金の削除案に対し、道庁に上申したが、道庁は福岡の案を好まず問題の解決を図るよう言い渡した。その結果、市長と市会の間で話し合いが行われ、市長不信任問題と切り離して寄付金の復活が可決された。その後、長年の懸案だった諸施策が実現したため、室蘭市長の辞任を決意し、同年11月5日に助役に辞表を提出し、翌日の市会で辞任が承認された。辞任後は小樽市助役となった。
1945年5月、当時の小樽市長が病気を理由に退職。6月に助役の福岡が市長に就任。2ヶ月後に終戦を迎えた。終戦後は進駐軍との折衝や戦後処理に頭を悩ませ、その課題は市民の食糧確保による自給自足の市政の運営だった。市長として自家菜園の指導や農地の貸与、製炭事業や道路の修理、家屋の建築など戦後の市政運営にたゆまぬ努力を続けた。
戦後改革により市長の公選制が決定されると、これに出馬しない意向を決め1946年11月に市長を辞職。翌年4月に新市長が決定するまで助役が市長代理となった。